# François-Joseph de Camus
François-Joseph de Camus ou François-Joseph des Camus, né à Pichomé, près de Saint-Mihiel, le 14 septembre 1672 et décédé lors de son exil en Angleterre, à Londres, après 1732, est un technicien et inventeur français en science mécanique. Il accomplit, en tant que collecteur de techniques, un remarquable travail auprès de l'Académie des sciences de 1695 à décembre 1723.
Si l'ensemble de ses enquêtes, relevés et comptes-rendus d'applications et de procédés des manufactures a influencé la présentation des collaborateurs de l'Encyclopédie, publication dirigée, quelques décennies plus tard, par Diderot et D'Alembert, il n'en reste pas moins un technicien et inventeur bien souvent inconnu.

## Biographie
Destiné à l'Église, ce jeune émule de Christian Huygens, à l'esprit pratique, se passionne pour les inventions mécaniques. Il monte très tôt des petits automates, par exemple ses soldats en parade ou son beau cortège de carrosse en voyage, qui ont été préservés jusqu'à nous. Il s'intéresse surtout au déplacement des hommes et à toutes les formes de transport, par exemple de "pont sur bateau" et par véhicules perfectionnés. En association avec la corporation des selliers-lormiers-carrossiers, c'est-à-dire les charrons de l'époque, il met au point un carrosse inversable, avec armature, breveté par lettres patentes de Louis XIV.
Il devient membre adjoint de l'Académie des sciences, admis le 3 janvier 1716. Il s'agit d'une récompense d'homme de science pour une collaboration technique officielle, initiée dès 1695. De son initiative auparavant, puis à partir de 1695 avec l'aval des hommes de sciences reconnus, qui voulaient être informés des brevets et au besoin influencer les autorisations royales, il avait entretenu des liaisons incessantes avec les hommes de l'art. Outre les maîtres-artisans et les entrepreneurs d'industries capitalistes, les militaires, les marins, les ingénieurs de l'armée ou des corps du royaume de France discutaient fréquemment avec ce personnage accessible, parlant un langage simple, de résistance des matériaux, de la force des engins, des dépenses des mécanismes (frottement).
François-Joseph écrit en 1722 dans un français pédagogique un grand nombre de techniques mécaniques dans son Traité des forces mouvantes pour la pratique des arts et métiers, ouvrage contenant des inventions les plus curieuses les unes que les autres. La seconde partie contient en effet des œuvres personnelles : tamis, grue à creuser, machine à enfoncer les pieux, machine d'observation des astres, rames à deux pièces mobiles, montres de poche, pendule, balancier de pompe, brouettes, charrues, chariot de maçon, chariot facile à tourner, avant train pour l'artillerie, carrosse facile à tourner et à virer, carrosse mécanique (automate), échelle repliable, système de poulies, par exemple pour rideaux de lits...
On lui doit aussi des études sur le mouvement accéléré publiées dans les Mémoires de l'Académie.
Le 4 décembre 1723, il est exclu de l'Académie pour cause d'absence, le procès-verbal de séance mentionne pour défaut d'assiduité. En réalité, beaucoup de membres de l'Académie royale considérait déjà avec mépris la tâche technique de leur collègue simple adjoint toléré aux arts mécaniques alors que le succès de son livre dans les salons semblait les ridiculiser. À l'aide de quelques applications simples, ses lecteurs attentifs pouvaient se gausser de quelques doctrines mécaniques que quelques doctes membres de l'Illustre Assemblée professaient encore. La conséquence de cette exclusion n'en était pas moins dramatique pour l'auteur, il perdait sa pension.
François-Joseph collabore alors de manière plus décisive avec Beaufort à l'édition de l'ouvrage de feu Pierre Varignon, sur la Nouvelle mécanique ou statique. Une querelle philosophique éclate à sa publication, en effet ce père jésuite, mathématicien disparu en 1722 à Paris, était un défenseur du calcul infinitésimal contre les partisans supposés de Michel Rolle, omniprésents à l'Académie.
En quête d'agent, à la fin des années vingt, ou désireux de se rendre utile, il se dirige vers les Pays-Bas, en particulier la Hollande qui possédait la suprématie navale en Europe. Mais les autorités locales se méfient du sieur de Camus, qu'elles prennent pour un espion spécial à la solde des Français. Avertie par la valise diplomatique, l'autorité royale de France lui intime l'ordre de rentrer en France. Il s'exile plus tard à Londres : il y serait devenu un conseiller technique, mais nous ne disposons pas de ressources précises concernant la fin de vie de François-Joseph de Camus.

## Œuvres et recueils de collecte
- Machines et inventions approuvées par l'Académie Royale des Sciences depuis son établissement... sur gallica , sur Internet archive  ou google Livre
- Traité des forces mouvantes pour la pratique des arts et métiers, avec une explication de vingt-trois machines nouvelles et utiles, in octo, éditeurs Claude Joubet et Laurent Lecomte, Paris, 1722, 535 pages. Texte libre en bibliothèque numérique
- Lettre écrite à Messieurs les Auteurs du Journal des Savans, du quatre février 1724. Par Mr de Camus Gentilhomme Lorrain, en réponse à la critique de son Traité des forces mouvantes faite par Mr. le marquis de Serbois, dans Journal des Savans, juillet 1724, p. 47-58 (lire en ligne)

## Annexe